# Голубчук, Терентий Исаевич
Терентий Исаевич Голубчук — молдавский советский хозяйственный, государственный и политический деятель, Герой Социалистического Труда.

## Биография
Родился в 1922 году в селе Гиндешты. Член КПСС с 1954 года.
Участник Великой Отечественной войны. С 1947 года — на хозяйственной, общественной и политической работе. В 1947—1982 гг. — колхозник, полевод, бригадир полеводческой бригады колхоза имени Жданова Флорештского района Молдавской ССР, бригадир Гиндештского межколхозного откормочного пункта сельскохозяйственных животных «Межколхозоткорм», бригадир полеводческой бригады объединения по производству и переработке кормов Флорештского района.
Указом Президиума Верховного Совета СССР от 31 декабря 1965 года присвоено звание Героя Социалистического Труда с вручением ордена Ленина и золотой медали «Серп и Молот».
Умер после 1985 года.